# Condado de White (Arkansas)
El condado de White (en inglés: White County), fundado en 1835, es un condado del estado estadounidense de Arkansas. En el año 2000 tenía una población de 67 165 habitantes con una densidad poblacional de 25.08 personas por km². La sede del condado es Searcy.

## Geografía
Según la Oficina del Censo, el condado tiene un área total de 2699 km² (1042,1 mi²), de la cual 2678 km² (1034,0 mi²) es tierra y 21 km² (8,1 mi²) es agua.

### Condados adyacentes
- Condado de Independence (norte)
- Condado de Jackson (noreste)
- Condado de Woodruff (este)
- Condado de Prairie (sureste)
- Condado de Lonoke (suroeste)
- Condado de Faulkner (oeste)
- Condado de Cleburne (noroeste)

### Ciudades y pueblos
- Bald Knob
- Beebe
- Bradford
- Garner
- Georgetown
- Griffithville
- Higginson
- Judsonia
- Kensett
- Letona
- McRae
- Pangburn
- Rose Bud
- Russell
- Searcy
- West Point

## Mayores autopistas
- Interestatal 57
- U.S. Highway 64
- U.S. Highway 67
- U.S. Highway 167
- Carretera 5
- Carretera 11
- Carretera 13
- Carretera 16
- Carretera 36
- Carretera 87